# Zamek w Sobowidzu
Zamek w Sobowidzu – zamek krzyżacki w miejscowości Sobowidz w województwie pomorskim, po którym obecnie pozostały niewielkie relikty.

## Historia
Zamek wzniesiony został w drugiej ćwierci XIV wieku jako siedziba wójta. Zlokalizowany został na półwyspie jeziora Sobowidzkiego, przy starym trakcie Gdańsk-Starogard. W czasie wielkiej wojny Polski z Zakonem (1409-1411) zamek zajęli Polacy, po czym powrócił do Zakonu. W 1456 na zamku rezydował wójt Vogt von Slubitz. Podczas wojny trzynastoletniej (1454-1466), pomiędzy 10 a 20 lutego 1454 roku Krzyżacy poddali go wojskom Gdańska, które następnie go spaliły. Po zakończeniu wojny odbudowano jedynie dwór mieszkalny, w którym mieszkał starosta sobowidzki.
Na początku XVI wieku właścicielem zamku został Jerzy Bażyński, wojewoda malborski i prawdopodobnie doszło do rozbudowy według projektu Michała Enkingera. Inwestycja ta spowodowała spór z gdańszczanami. Zamek posiadał kolejnych dzierżawców i w XVII wieku pełnił funkcję starostwa niegrodowego z kaplicą. Ostatnim polskim dzierżawcą był Szymon Kicki. Zamek uległ zniszczeniom w XVII wieku w czasie potopu szwedzkiego i został rozebrany w XIX wieku. Na jego miejscu w XIX wieku wybudowano budynek z nieotynkowanej czerwonej cegły.
Zachowały się częściowo gotyckie piwnice, fosy i mur skarpy. W 1996 ruiny zamku zostały wpisane do rejestru zabytków.

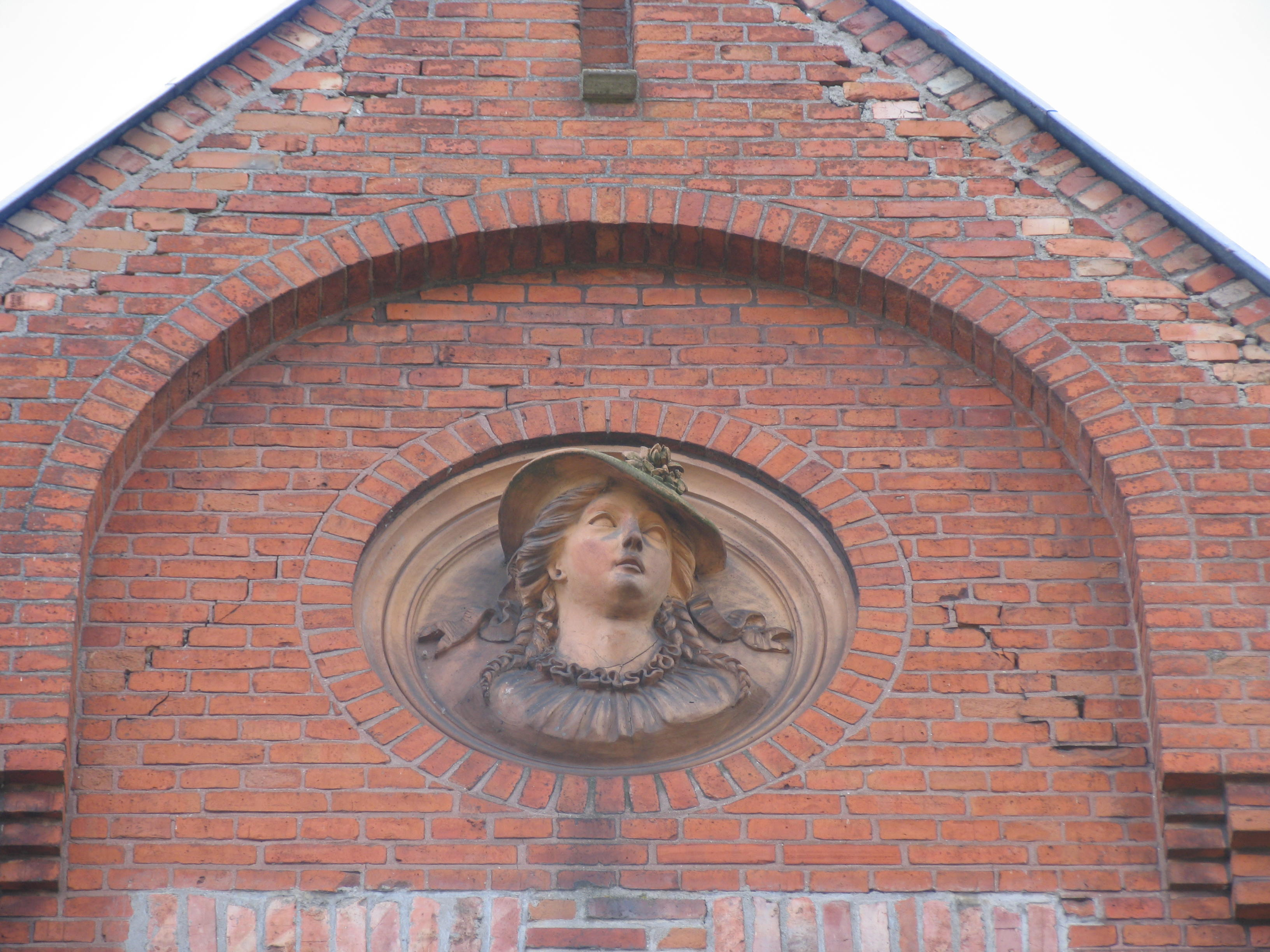